# Aneuma
Aneuma — іспанський музичний гурт з Навії, Астурія, створений у 2020 році.
Музика гурту була класифікована як мелодійний дез-метал, металкор.
Гурт зайняв 2 місце на конкурсі метал-батл Wacken Open Air 2023.

## Історія
Гурт Aneuma був створений у 2020 році в Іспанії. 
29 жовтня 2022 року гурт випустив перший студійний альбом, Climax.
2 серпня 2023 року гурт Aneuma виступив на фестивалі Wacken Open Air (Вакен, Німеччина). На цьому фестивалі гурт також здобув 2 місце в метал-батлі.

## Учасники гурту
- Лаура Альфонсо (Laura Alfonso) — головний вокал
- Абель Суарес (Abel Suárez) — гітара
- Борха Суарес (Borja Suárez) — гітара
- Хорхе Родрігес Мартінес (Jorge Rodríguez Martínez) — ударні
- Фернандо Перес Гарсія (Fernando Pérez García "Pau") — бас

## Дискографія
- Climax (Independent 2022)